# Another Day (canción de Paul McCartney)
«Another Day» es una canción del artista británico Paul McCartney, grabada durante las sesiones de grabación de su álbum Ram en Nueva York en 1970. Fue el primer sencillo de McCartney después de la separación de The Beatles, y fue lanzado en febrero de 1971 con "Oh Woman, Oh Why" en el lado B. A pesar de ser grabada durante las sesiones de Ram, la canción no fue incluida en el álbum.

## Historia
"Another Day" está escrita en un estilo similar al de "Eleanor Rigby" y "She's Leaving Home". La letra describe la monótona y triste vida que sufre una mujer desconocida en el trabajo y en su casa. Linda McCartney prestó su voz para la armonía de la canción, y está acreditada como coautor, pero esto fue visto como una maniobra de negocios para los asuntos legales post-Beatles.
La canción fue un éxito en los EE. UU. y el Reino Unido, llegando al número cinco en los EE. UU. y número dos en el Reino Unido en marzo de 1971. En Australia, la canción pasó una semana en el número uno. En España y Francia, la canción fue también un éxito alcanzando el número uno.
Aunque "Another Day" y "Oh Woman, Oh Why" no se publicaron originalmente en ningún álbum, la versión editada de Ram en el box set The Paul McCartney Collection, fueron incluidas como bonus-track. "Another Day" también ha aparecido en varias recopilaciones de éxitos de álbumes de McCartney, incluyendo All the Best! y Pure McCartney.